# Komosa strzałkowata
Komosa strzałkowata (Blitum bonus-henricus (L.) Rchb.) – gatunek rośliny wieloletniej należący do rodziny szarłatowatych, w dawniejszych ujęciach do osobno wyodrębnianej rodziny komosowatych. Zwyczajowo nazywana bywa mączyńcem. Pochodzi z Europy. Jako gatunek introdukowany rośnie w północnej części tego kontynentu, w północno-zachodniej Afryce, w Ameryce Północnej i w Nowej Zelandii. W Polsce jest rzadki, występuje na całym obszarze, ale najliczniej w zachodniej części kraju. Status gatunku we florze Polski: archeofit.

## Morfologia

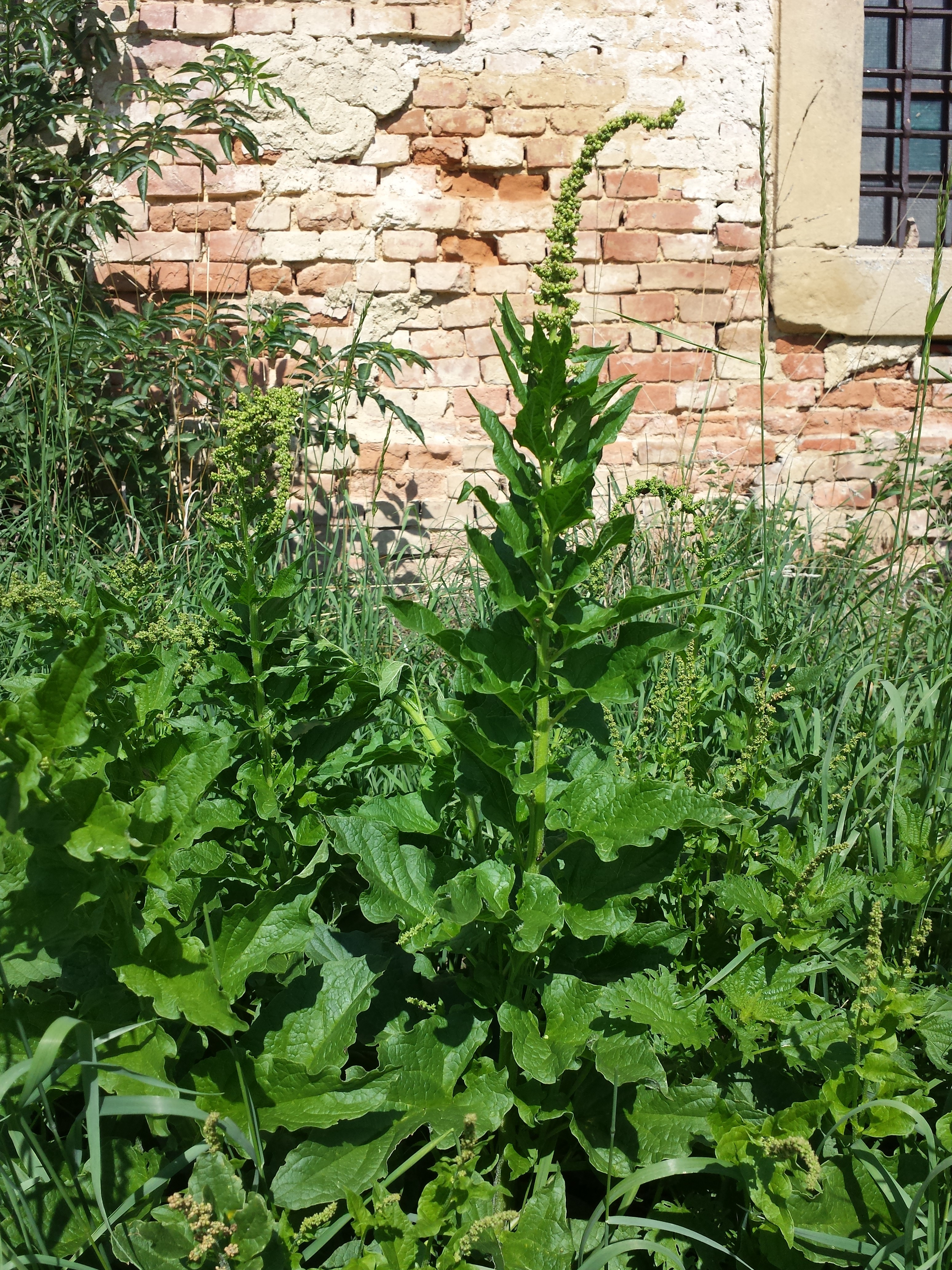
Pokrój

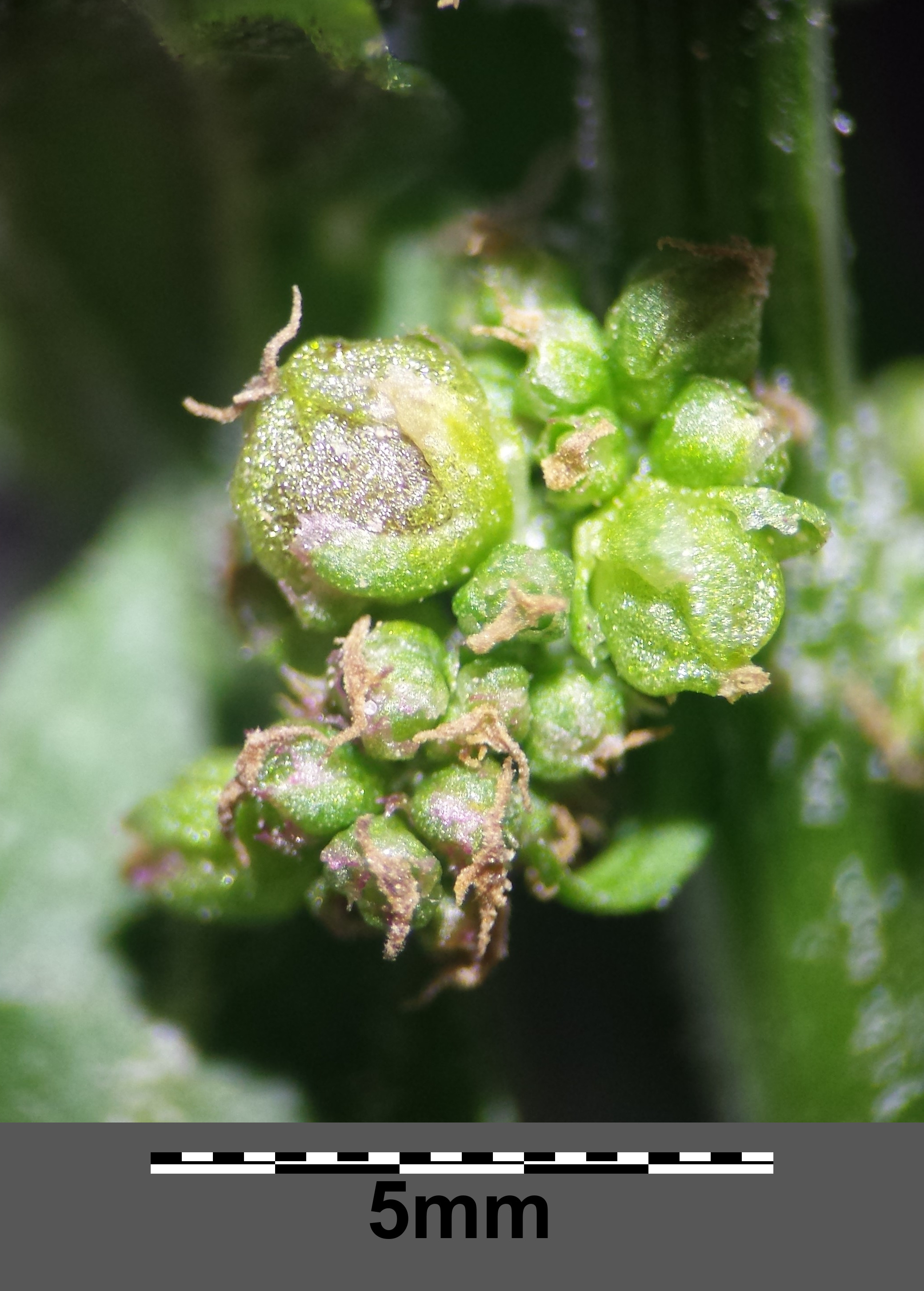
Kwiaty

ŁodygaStosunkowo gruba, wzniesiona i rozgałęziająca się, o wysokości 15 – 60 cm.
LiścieStosunkowo duże, długoogonkowe liście są trójkątnie oszczepowate, na końcu zaostrzone. Są całobrzegie i faliste, trochę lepkie i pokryte mączystym nalotem.
KwiatyKwiatostan złożony, wyrastający w kątach liści. Drobne, zielonawe kwiaty, wyrastają w kłębikach, które z kolei tworzą kłosokształtne kwiatostany. Zewnętrzne kwiaty w kłębikach są 3 – 4-dzielne, ich słupki są spłaszczone z boków, czasami brak pręcików. Kwiaty wewnętrzne są 5-dzielne, ich słupki są spłaszczone od góry.
OwocDrobne, spłaszczone orzechy.

## Biologia i ekologia
Bylina, chamefit. Kwitnie od maja do sierpnia, jest wiatropylna. Roślina ruderalna – rośnie na śmietniskach, przychaciach, przydrożach. W górach rośnie także na łąkach. Jest też jednym z chwastów w uprawach rolniczych.  W klasyfikacji zbiorowisk roślinnych gatunek charakterystyczny dla Ass. Chenopodietum boni-henrici.